# IJsseloord

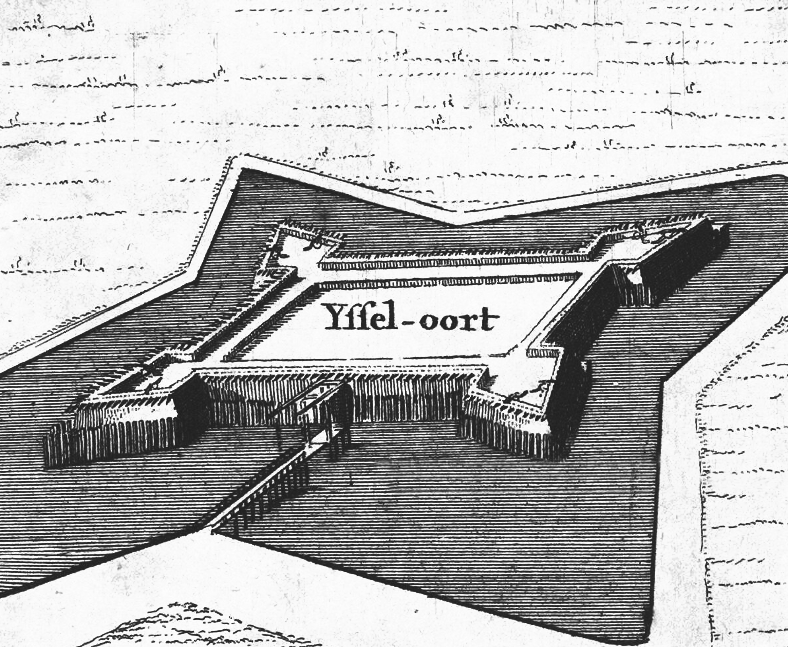
IJsseloord in de 17e eeuw

IJsseloord op middelste paneel bij "Aernhem"

IJsseloord was een schans gelegen nabij het punt waar de IJssel aftakt van de Rijn. De schans was onderdeel van een Staatse linie van schansen en forten dat langs de gehele linkeroever was gelegen vanaf IJsseloord tot aan Kampen.

## Geschiedenis
Door middel van inundatie was het de bedoeling het land tussen Doesburg en IJsseloord onder water te zetten. In de praktijk was echter het water te ondiep, of liepen invallende legers gewoon over het ijs heen, zoals tijdens de Inval van de Veluwe in 1624. De schans bleef tot augustus 1626 in Staatse handen, totdat graaf Hendrik van den Bergh deze opnieuw voor Spanje wist in te nemen na zijn mislukte poging tot ontzet tijdens het Beleg van 's-Hertogenbosch. Nadien werd de schans heroverd tijdens het beleg van IJsseloord in 1672. De schans raakte in verval vanaf 1673 en was in 1741 vrijwel verdwenen. In 1864 was geld beschikbaar gesteld voor de aanleg van een fort (Fort Westervoort) dat op 10 mei 1940 nog een laatste rol heeft gespeeld.

## Sinds 1980

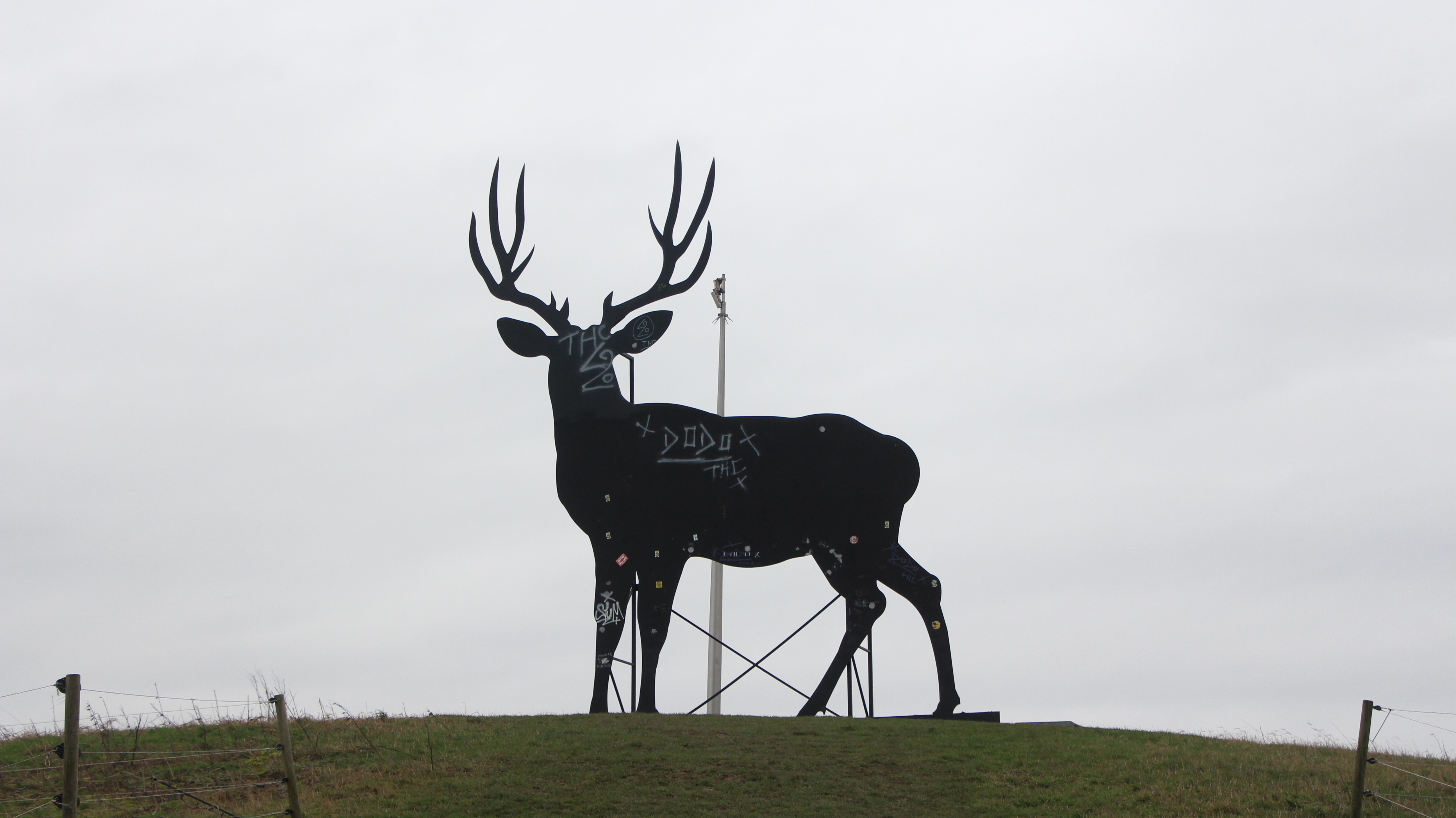
Het Rijnhert, een standbeeld op een heuvel in het industriegebied IJsseloord 2.

In 1983 werd dwars door Fort Westervoort een verkeersweg aangelegd waardoor er van het fort weinig sporen zijn overgebleven. Bij het fort staat een gedenksteen ter herinnering aan soldaten die in mei 1940 sneuvelden.
IJsseloord is ook de naam van een industrie- en bedrijventerrein ten zuiden van Presikhaaf. Het is onderverdeeld in IJsseloord 1 en IJsseloord 2. Tussen de bedrijven van de laatste is een voormalige vuilstort omgevormd tot een heuvel waarop schapen grazen. Op de heuvel staat sinds 2012 het standbeeld 'Het Rijnhert', dat vroeger bij het Centraal Station van Arnhem te zien was.